# Maerua acuminata
Espèce
Statut de conservation UICN

 DD  : Données insuffisantes
Maerua acuminata est une espèce de plantes de la famille des Capparaceae.

## Publication originale
- Flora of Tropical Africa 1: 85. 1868.